# Ceraceosorus
Ceraceosorus — рід грибів родини Ceraceosoraceae. Класифіковано у 1976 році.

## Класифікація
До роду Ceraceosorus відносять 3 види:
- Ceraceosorus africanus
- Ceraceosorus bombacis
- Ceraceosorus guamensis